# John Van Ryn
Pour les articles homonymes, voir Ryn (homonymie).
Johnny William Van Ryn, Jr, né le 30 juin 1905 à Newport News, Virginie est mort le 7 août 1999 est un joueur de tennis américain.

## Carrière
Il formait avec Wilmer Allison une redoutable paire de double. Il a gagné avec lui quatre tournois du Grand Chelem : deux Wimbledon 1929 et 1930 (et une finale en 1935) et deux Internationaux des États-Unis 1931 et 1935 (et 4 finales en 1930 ; 1932 ; 1934 et 1936). Ils ont également été particulièrement en réussite en Coupe Davis, établissant un bilan de 14 victoires pour 2 défaites. Seule la paire John McEnroe/Peter Fleming a fait mieux. John van Ryn a aussi remporté Wimbledon et Roland-Garros avec George Lott en 1931.
En simple, il a fait partie des dix meilleurs Américains six années de suite entre 1927 et 1932, atteignant la 4e place en 1931. Il a été cinq fois quart de finaliste des Internationaux des États-Unis.
Il s'est marié en 1930 avec Marjorie Gladman, elle aussi joueuse de tennis qui est entrée parmi les dix meilleures de son pays.
Il est membre du International Tennis Hall of Fame depuis 1963.